# Radżendrawarman II
Radżendrawarman II (ur. ?, zm. 968) – władca imperium khmerskiego w latach 944–968.

## Życiorys
Objął tron po śmierci Harszawarmana II, gdyż był jego najbliższym żyjącym krewnym.
Na początku swojego panowania odbudował zbudowaną przez Jaszowarmana I stolicę Jaszodharapurę i podbił Czampę (944).
Rozpoczął pracę nad świątynią Banteay Srei oraz zbudował wiele innych świątyń.
Uważa się, iż za jego panowania rozpoczęła się w imperium era pokoju kontynuowana przez jego syna i następcę Dżajawarmana V.